# Gunthild
Gunthild ist ein weiblicher Vorname.

## Herkunft und Bedeutung
Der Name setzt sich aus zwei bedeutungsgleichen Bestandteilen zusammen, die beide aus dem Althochdeutschen stammen und Kampf bedeuten: gund und hiltja.

## Bekannte Namensträgerinnen
- Gunthildis von Suffersheim (9. Jahrhundert), Heilige (Gedenktag: 22. September)
- Gunthild Eberhard (* 1966), deutsche Schauspielerin und Synchronsprecherin